# Бердник Ілля Дементійович
Бе́рдник Ілля Дементійович (19 липня 1932, Жихове — 27 листопада 1990, Київ) — журналіст, поет.

## Життєпис
Ілля Дементійович Бердник народився в селянській родині на Сумщині.
Закінчив факультет журналістики Київського  університету (1957). 
Працював у Рівненській районній  газеті, г.азеті «Молодь України».
Працював  головним  редактором обласних молодіжних газет: «Комсомолець Чернігівщини», «Комсомольське плем'я» у Вінниці (звільнений за низку проблемних, гостро критичних публікацій).
Працював  кореспондентом газети  «Молода гвардія» в Києві, завідувачем  відділу сільського  господарства газети «Сільські вісті», в редакції журналу «Механізація сільського господарства України». 
Загинув в автокатастрофі.

## Творчість
Друкував вірші в журналах «Хлібороб України», «Знання та праця», «Сільські обрії» та в газетах. 
На його слова писали музику Юлія Рожавська, Олександр Білаш, Олександр Зуєв, Іван Сльота, Іван Карабиць,Таїсія Шутенко та інші.
Найбільшої популярності зажила його(з О.Зуєвим) пісня "Чому квіти не в'януть?"

## Громадська діяльність
1964 - Член Спілки журналістів.
1990 - учасник руху за Незалежність України

## Друковані видання
Вийшла збірка пісень на слова І.Бердника. «Заспівай мені, поле!» (К., 1989). 
Так розвіюється морок. К., 1972; 
Діаманти України.  К.: Молодь, 1972. 204 с.  (у співавторстві); 
Спогади про альма-матір, або Квіти Василеві Симоненку // Літературна Україна.№ 12, 1988, 24 липня.